# Prima di andare via (film)
Prima di andare via è un film del 2023 diretto da Massimo Cappelli.

## Trama
Luca deve tenere a bada un amico molto irrequieto, deve superare un esame difficile e ha a che fare con un'ex ragazza con la quale ha un rapporto di alti e bassi.

## Distribuzione
Il film è stato distribuito sulla piattaforma Amazon Prime Video a partire dal 26 maggio 2023.